# Novo Planalto (Goiânia)
Novo Planalto é um bairro da cidade brasileira de Goiânia, localizado na região noroeste do município.
O bairro surgiu como um loteamento de terceira etapa da Vila Mutirão e foi aprovado pelo Instituto Nacional de Colonização e Reforma Agrária (INCRA) no ano de 1988. É conhecido por localizar-se às margens da GO-070, rodovia que liga Goiânia a várias cidades do estado de Goiás.
Segundo dados do Instituto Brasileiro de Geografia e Estatística (IBGE), divulgados pela prefeitura, no Censo 2010 a população do bairro Novo Planalto era de 2 802 pessoas.